# Collegio uninominale Lombardia 1 - 05 (2017)
Il collegio elettorale uninominale Lombardia 1 - 05 è stato un collegio elettorale uninominale della Repubblica Italiana per l'elezione della Camera tra il 2017 ed il 2022.

## Territorio
Come previsto dalla legge elettorale italiana del 2017, il collegio era stato definito tramite decreto legislativo all'interno della circoscrizione Lombardia 1.
Era formato dal territorio di 13 comuni: Arcore, Biassono, Camparada, Concorezzo, Correzzana, Lesmo, Macherio, Monza, Sovico, Usmate Velate, Vedano al Lambro, Villasanta e Vimercate.
Il collegio era quindi interamente compreso nella provincia di Monza e della Brianza.
Il collegio era parte del collegio plurinominale Lombardia 1 - 01.

## Eletti
| Elezione | Elezione | Deputato        | Gruppo parlamentare                  |
| -------- | -------- | --------------- | ------------------------------------ |
|          | 2018     | Andrea Mandelli | Forza Italia - Berlusconi Presidente |

## Dati elettorali

### XVIII legislatura
Come previsto dalla legge elettorale, 232 deputati erano eletti con sistema a maggioranza relativa in altrettanti collegi uninominali a turno unico.
| Candidati              | Candidati                 | Voti    | %     | Liste                           | Voti    | %     |
| ---------------------- | ------------------------- | ------- | ----- | ------------------------------- | ------- | ----- |
|                        | Andrea Mandelli ✔️ Eletto | 64 188  | 43,20 | Lega                            | 34 881  | 23,48 |
| Forza Italia           | Andrea Mandelli ✔️ Eletto | 64 188  | 43,20 | 22 168                          | 14,92   |       |
| Fratelli d'Italia      | Andrea Mandelli ✔️ Eletto | 64 188  | 43,20 | 5 488                           | 3,69    |       |
| Noi con l'Italia - UDC | Andrea Mandelli ✔️ Eletto | 64 188  | 43,20 | 1 651                           | 1,11    |       |
|                        | Pietro Virtuani           | 43 836  | 29,50 | Partito Democratico             | 36 243  | 24,39 |
| +Europa                | Pietro Virtuani           | 43 836  | 29,50 | 6 212                           | 4,18    |       |
| Italia Europa Insieme  | Pietro Virtuani           | 43 836  | 29,50 | 741                             | 0,50    |       |
| Civica Popolare        | Pietro Virtuani           | 43 836  | 29,50 | 640                             | 0,43    |       |
|                        | Luz De Poli               | 30 763  | 20,71 | Movimento 5 Stelle              | 30 763  | 20,71 |
|                        | Alessandro Gerosa         | 5 302   | 3,57  | Liberi e Uguali                 | 5 302   | 3,57  |
|                        | Massimo Raffanini         | 1 185   | 0,80  | CasaPound                       | 1 185   | 0,80  |
|                        | Michele Quitadamo         | 997     | 0,67  | Potere al Popolo!               | 997     | 0,67  |
|                        | Gian Piero Bonfanti       | 813     | 0,55  | Il Popolo della Famiglia        | 813     | 0,55  |
|                        | Paola Ghidotti            | 694     | 0,47  | Italia agli Italiani            | 694     | 0,47  |
|                        | Mirko Castignani          | 463     | 0,31  | 10 Volte Meglio                 | 463     | 0,31  |
|                        | Davide Lissoni            | 333     | 0,22  | Per una Sinistra Rivoluzionaria | 333     | 0,22  |
| Totale                 | Totale                    | 148 574 | 100   |                                 | 148 574 | 100   |
|                        |                           |         |       |                                 |         |       |
| Voti non validi        | Voti non validi           | 3 629   | 2,38  |                                 |         |       |
| Votanti                | Votanti                   | 152 203 | 78,41 |                                 |         |       |
| Elettori               | Elettori                  | 194 103 |       |                                 |         |       |